# Linuxtag
Ein Linuxtag ist eine Veranstaltung mit dem Themenschwerpunkt Linux und freier Software, auf der unter anderem Vorträge, Messestände, Kurse etc. angeboten werden. Ihren Ursprung haben sie in den sogenannten „Installationspartys“ (engl. Installfest). In der Regel werden die Veranstaltungen von lokalen Organisationen, meist einer Linux User Group, an naheliegenden Hochschulen abgehalten.
Ursprünglich wurde Neulingen bei der Installation von einem Betriebssystem mit Linux geholfen, was mit der immer einfacher werdenden Installation weitgehend obsolet wurde. So steht nun zunehmend die Vielzahl von Lösungen durch bestimmte Anwendungen im Fokus. Auch sorgte die zunehmende Verbreitung von Linux in Unternehmen für eine Verschiebung des Schwerpunkts auf die kommerzielle Nutzung.
Der größte und bekannteste Linuxtag war bis 2014 der vom LinuxTag e. V. durchgeführte LinuxTag. Seit 2015 sind die Chemnitzer Linux-Tage der älteste und größte Linuxtag im deutschsprachigen Raum. Daneben gibt es in verschiedenen Jahren Linuxtage und ähnliche Veranstaltungen steigender Anzahl.

## Linuxtage in Deutschland
| Titel                                      | (aktueller) Ort         | seit      | letzter/nächster Termin                    |
| ------------------------------------------ | ----------------------- | --------- | ------------------------------------------ |
| Augsburger Linux-Infotag                   | Augsburg                | seit 2002 | 26. April 2025                             |
| Chemnitzer Linux-Tage                      | Chemnitz                | seit 1999 | 22. + 23. März 2025                        |
| Erlanger Linuxtag                          | Erlangen                | seit 2003 | 04. Mai 2024                               |
| Kieler Open Source und Linux Tage          | Kiel                    | seit 2003 | 18. und 20. September 2025                 |
| Kölner Linuxtreffen                        | Köln                    | seit 2003 | Software Freedom Day am 16. September 2023 |
| FrOSCon                                    | Sankt Augustin bei Bonn | seit 2006 | 16. und 17. August 2025                    |
| Tübix                                      | Tübingen                | seit 2015 | 05. Juli 2025                              |
| Linux Presentation Day                     | Berlin + weitere Orte   | seit 2015 | 17. Mai 2025                               |
| Unix Friends and User Campus Kamp (UnFUCK) | Furtwangen              | seit 2008 | 26. – 28. April 2024                       |

## Linuxtage in Deutschland (nicht mehr aktiv)
| Titel                                                  | (aktueller) Ort | seit      | bis      |
| ------------------------------------------------------ | --------------- | --------- | -------- |
| LinuxTag                                               | Berlin          | seit 1996 | bis 2014 |
| Berlinux (ehem. Linuxinfotage)                         | Berlin          | seit 1999 |          |
| Braunschweiger Linuxtage                               | Braunschweig    | seit 1999 |          |
| Linux-Info-Tag Dresden                                 | Dresden         | seit 2003 |          |
| Essener Linux-Tage/come2linux                          | Essen           | seit 2005 |          |
| Practical Linux                                        | Gießen          | seit 2000 |          |
| LUG Balista Hamburg e. V.                              | Hamburg         | seit 2009 |          |
| linuX-Gamers LAN                                       | Ingolstadt      | seit 2005 |          |
| Linux Info Tag Landau                                  | Landau          | seit 2004 |          |
| 2. Linux Information Weekend                           | Mönchengladbach | seit 2004 |          |
| OpenRheinRuhr                                          | Oberhausen      | seit 2009 | bis 2018 |
| Linux-Informationstage Oldenburg                       | Oldenburg       | seit 2005 | bis 2019 |
| Pforzheimer Linux Infotag                              | Pforzheim       | seit 2004 |          |
| Brandenburger Linux-Infotag                            | Potsdam         | seit 2004 |          |
| Schwabacher Linux Tage (bis 2006: „Linux 4 Beginners“) | Schwabach       | seit 2002 |          |
| Linux Day Stuttgart                                    | Stuttgart       | seit 2008 |          |
| GNU/Linux Informationstage                             | Wilhelmshaven   | .         |          |

## Linuxtage in Österreich
Unter dem Titel Linuxwochen Österreich finden im Frühjahr (April – Juni) jedes Jahr in einigen Städten lokal organisierte Veranstaltungen zum Thema Linux in Österreich statt.
| Titel                  | Ort                             | Jahr      | nächster Termin      |
| ---------------------- | ------------------------------- | --------- | -------------------- |
| Grazer LinuxTage       | Graz                            | seit 2003 | 05. + 06. April 2024 |
| Linuxday               | erst Feldkirch, nun in Dornbirn | seit 1999 | 28. September 2024   |
| Linuxwochen Wien       | Wien                            | seit 2000 | 6. bis 8. Mai 2022   |
| Linuxwochen Eisenstadt | Eisenstadt                      |           | 19. + 20. April 2024 |
| Linuxwochen Linz       | Linz                            |           | 18. + 19. Mai 2019   |
| Villacher Linuxtage    | Villach                         |           | 11. Mai 2019         |
| EDU days               | Krems                           |           | 03. - 04. April 2024 |
| Knoppixtage            | Anger / Steiermark              |           | 6.3. + 8.3.2023      |

## Linuxtage in der Schweiz
In den Jahren 2004 und 2005 fand der Event LOTS (Let’s Open The Source) an der Universität Bern statt. Die Konferenz OpenExpo findet seit 2006 zweimal jährlich alternierend im Raum Zürich sowie in Bern parallel zur Messe Topsoft statt und widmet sich Open-Source-Themen. Verantwortlich für die Konferenz zeichnet die Swiss Open Systems User Group /ch/open, welche auch den Event CH Open Source Awards veranstaltet. 2010 wurde erstmals der FrOSCamp an der ETH Zürich durchgeführt. Die Website ist seit 2012 nicht mehr erreichbar, kann aber noch über archive.org angesehen werden.
In der Schweiz finden seit 2012 keine regelmäßigen Linux- oder FOSS-Tage statt.
| Titel    | Ort           | Jahr      | nächster Termin  |
| -------- | ------------- | --------- | ---------------- |
| LOTS     | Uni Bern      | 2004–2005 | nicht mehr aktiv |
| OpenExpo | Zürich / Bern | 2006–2012 | nicht mehr aktiv |
| FrOSCamp | ETH Zürich    | 2010      | nicht mehr aktiv |

## Linuxtage in Europa

### Belgien
Jährlich findet in Brüssel die FOSDEM (Free and Open Source Software Developers' European Meeting) statt, die eine europaweit wichtige Veranstaltung darstellt. Sie wird jedes Jahr gerne von bekannten Vertretern der Free- und Open-Source-Szene besucht. Sie findet üblicherweise Anfang Februar statt.
In Antwerpen finden außerdem jährlich die LOADays statt (Linux Open Admin Days).

### Frankreich
Von 2000 bis 2018 fanden die Rencontres mondiales du logiciel libre (RMLL) jährlich in verschiedenen Städten statt.
Seit 1998 finden die Journées du Logiciel Libre in Lyon statt. Im Jahr 2023 wurde ein Verein zur Organisation der Veranstaltung gegründet.

### Großbritannien
Die Unix-Anwendervereinigung Großbritanniens (UKUUG, United Kingdom Unix Users Group) veranstaltet eine jährliche Linux-Konferenz mit einer technischen Ausrichtung. Sie findet üblicherweise im Spätsommer statt.

### Italien
Die italienischen LUGs und die Italian Linux Society organisieren jeden letzten Samstag im Oktober (seit 2006, vorher im November) einen nationalen Linuxtag.
Die Linux User Group Bozen hält den Linuxtag seit 2004 im Rahmen der weiter ausgelegten SFSCon, Beteiligt sich seit 2017 aber wieder am nationalen Linuxday.

### Schweden
In Stockholm fand 2007 ein Ableger der US-amerikanischen Linux World Expo statt.

### Slowenien
Von 2003 bis 2007 wurde in Slowenien die auf professionelle Linux-Anwender ausgerichtete IBLOC (International Business Linux and Open Source Conference) durchgeführt. Die Webseite ist offline und kann noch über Web-Archive angesehen werden
Von 2002 bis 2007 fand in Maribor das Kiblix Linux Festival statt.

## Linuxtage weltweit
Es finden weltweit viele unterschiedliche Linux-Veranstaltungen statt. Neben diversen international oft „Install-Fests“ oder „LUG-Meetings“ genannten, eher regionalen Veranstaltungen hat eine Reihe von Linuxtagen auch internationale Bedeutung und Beteiligung.

### Australien und Ozeanien
Die „linux.conf.au“ genannte Veranstaltung gilt als große und international bedeutsame Linux-Konferenz in Ozeanien. Sie findet üblicherweise im Frühjahr statt.

### Indien
Von 2001 bis 2012 fand in Bangalore, Indien, die FOSS.IN statt, die ein ähnliches Organisationsprinzip wie der LinuxTag hatte.

### Kanada
In Ottawa findet im Frühsommer traditionell das „Ottawa Linux Symposium“ (OLS) statt, auf dem sich insbesondere Entwickler des Linux-Kernels treffen und austauschen.

### USA
Überregionale Bedeutung besonders für Aussteller haben die beiden unter dem Namen „Linux World Expo“ veranstalteten Messen in San Francisco (Sommer) und in Boston (Winter, bis 2004: New York). Sie ziehen vorwiegend ein geschäftsorientiertes Publikum an. Einen technischeren Ansatz verfolgt die Open Source Conference in Portland. Bis 2001 gab es den Annual Linux Showcase (ALS, früherer Name: Atlanta Linux Showcase), die Veranstaltung wurde jedoch eingestellt.